# نووو سلو (کورشوملییا)
نووو سلو (به صربی: Novo Selo) یک منطقهٔ مسکونی در صربستان است که در کورشوملیا واقع شده‌است. نووو سلو ۷۵ نفر جمعیت دارد.